# Quand on est belle
Pour plus de détails, voir Fiche technique et Distribution.
Quand on est belle (The Easiest Way) est un film américain réalisé par Jack Conway et sorti en 1931.

## Fiche technique
- Titre en français : Quand on est belle
- Réalisation : Jack Conway
- Scénario : Edith Ellis, d'après la pièce de Eugene Walter
- Chef-opérateur : John J. Mescall
- Production : Hunt Stromberg pour Metro Goldwyn Mayer
- Montage : Frank Sullivan
- Direction artistique : Cedric Gibbons
- Costumes : René Hubert
- Durée : 73 minutes
- Date de sortie :
  - États-Unis : 7 février 1931

## Distribution
- Constance Bennett : Laura 'Lully' Murdock
- Adolphe Menjou : William 'Will' Brockton
- Robert Montgomery : Jack 'Johnny' Madison
- Anita Page : Peg Murdock Feliki
- Marjorie Rambeau : Ellie St. Clair
- J. Farrell MacDonald : Ben Murdock
- Clara Blandick : Agnes 'Aggie' Murdock
- Clark Gable : Nick Feliki
- Lyndon Brent
- Jack Hanlon : Andy Murdock
- John Harron : Chris Swoboda
- Dell Henderson : Bud Williams
- Hedda Hopper : Mrs Clara Williams
- Charles Judels : Mr Gensler
- Elizabeth Ann Keever :Tillie Murdock
- William H. O'Brien : Alfred
- Andy Shuford : Bobby Murdock
- Francis Palmer Tilton

## Autour du film
La même année, une version française a été tournée aux studios MGM : Quand on est belle d'Arthur Robison, avec Lili Damita.

## Critiques
- Motion Picture Herald : « Ce nouvel acteur, Gable, fait une apparition brillante, mais brève, dans cette adaptation gentiment amusante d'un script légèrement démodé. »[1].